# Halcampa chrysanthellum
Halcampa chrysanthellum är en havsanemonart som först beskrevs av Peach in Johnston 1847.  Halcampa chrysanthellum ingår i släktet Halcampa och familjen Halcampidae. Inga underarter finns listade i Catalogue of Life.